# Bojnički dvorac
Bojnički dvorac (slk. Bojnický zámok) je dvorac u Slovačkoj koji se nalazi u gradu Bojnice, nedaleko od Nitre. Prvi put se spominje 1113. godine, a tijekom stoljeća je pretrpio mnogobrojne promjene.

## Povijest
Na mjestu Bajnički dvorca u prošlosti je bila izgrađena drvena tvrđava koja je u 13. stoljeću prerađena u kamenu tvrđavu. Od 1530. do 1599. grad je opustošen od strane Turaka nakon čega je počela izgradnja gradskih bedema. Krajem 17. stoljeća i početkom sljedećeg, grad su opustošili ustanici da bi se grad opet podigao i izgradio mlinove i pivare. U dokumentima se prvi put grad spominje 1113. godine, ali je teško precizno datirati njegov nastanak. Njegov prvi poznati vlasnik bio je Máté Csák, koji ga je 1302. godine dobio od mađarskog kralja Vladislava VIII. Kralj Mađarske Matija Korvin ga je 1489. godine predao na upravu svom izvanbračnom sinu Ivanu, a ostalo je zabilježeno da je i sam volio posjetiti dvorac. Poslije njegove smrti dvorac dolazi u posjed Zapolja, a potom i obitelji Turzo koja je spadala među najbogatije u sjevernim dijelovima kraljevine Mađarske. Oni su ga preuzeli 1528. godine i počeli su s prerađivanjem i dograđivanjem postojeće srednjovjekovne građevine u luksuzni renesansni dvorac.
Njihovo djelo nastavili su Pálffyji koji su u posjed tvrđave došli 1646. godine. Posljednji značajniji vlasnik tvrđave bio je János Ferenc Pálffy koji je od 1888. do 1909. godine sproveo veliko obnavljanje i prerađivanje tvrđave u stilu francuskih dvoraca na rijeci Loire. Međutim poslije njegove smrti su počele svađe među njegovim nasljednicima koji su rasprodali dobar dio predmeta kojima je opremio dvorac da bi na kraju 25. veljače 1939. godine prodali cijeli dvorac s okolinom Jánu Baťi iz koncerna "Bata".
Nakon 2. svjetskog rata cjelokupna imovina koncerna "Bata" na području Čehoslovačke je nacionalizirana, a samim time je i Bojnički dvorac došao pod upravu države. Veliki požar je 9. svibnja 1950. godine zahvatio tvrđavu, ali ga je država poslije toga obnovila i u njemu je otvoren muzej. Danas je to najposjećeniji samostalni muzej u Slovačkoj republici s posjetom od oko 200.000 turista godišnje.

## Vanjske poveznice
- Bojnički dvorac
- Castles.info - Bojnički dvorac  Arhivirana inačica izvorne stranice od 19. siječnja 2018. (Wayback Machine)
- Virtualni posjet dvorcu